# کورالاین (فیلم)
کورالاین (به انگلیسی: Coraline) یک فیلم پویانمایی استاپ‌موشن در ژانر گوتیک و فانتزی تاریک است که فوریه ۲۰۰۹ منتشر شد. هنری سیلیک کارگردان، تهیه‌کننده و فیلمنامه‌نویس آن بود. کورالاین بر اساس رمانی به همین نام نوشتهٔ نیل گیمن ساخته‌ شد. صداپیشگانی همچون داکوتا فانینگ، تری هچر، جنیفر ساندرز، داون فرنچ، کیث دیوید، جان هاجمن، رابرت بیلی جونیور و ایان مک‌شین در این فیلم به ایفای نقش پرداخته‌اند.
نمایش افتتاحیه کورالاین در ۵ فوریه ۲۰۰۹ و در طی جشنواره بین‌المللی فیلم پورتلند بود و سپس در ۶ فوریه توسط فوکس فیچرز در ایالات متحده اکران شد. این فیلم با نقدهای مثبتی روبرو شد و بیش از ۱۸۵ میلیون دلار در سراسر جهان فروش کرد در حالی که ۶۰ میلیون دلار بودجه ساخت آن بوده است.

## خلاصه داستان
کورالین جونز دختری یازده ساله است که به همراه خانواده‌اش به یک خانه کهنه در شهری دیگر نقل مکان می‌کنند. آن‌ها همسایه‌های عجیبی به نام‌های خانم اسپینک، خانم فورسیبل و آقای بوبینسکی دارند. پدر مادر او دیگر به او توجهی نمی‌کنند و کورالین از خانه جدیدشان خوشش نمی‌آید. از طرفی پسرک احمقی به نام اضافی که گربه‌ای لاغر و سیاه دارد، همیشه مزاحم او می‌شود. او اتاقی کوچک و قدیمی دارد و هیچ سرگرمی جز نگاه کردن به بیرون که همیشه باران می‌بارد ندارد. اما او دریچه‌ای در یکی از اتاق‌ها پیدا می‌کند و کنجکاو می‌شود که ببیند پشت آن دریچه چه چیزی پنهان است؟ پس از مادرش، کلید آن دریچه را می‌خواهد و وقتی در دریچه را باز می‌کند، چیزی جز آجر پشت آن نیست. اما کورالین شک نمی‌کند که پشت دریچه چیزی است. ولی او موشی را دیده که به سمت دریچه اسرارآمیز می‌رود. پس شب تصمیم می‌گیرد که برای موش تله بگذارد. موش، کورالین را به سمت دریچه می‌برد که درش باز است و نوری درخشنده از پشت آن می‌تابد. وقتی کورالین در دریچه باز می‌کند، باور نمی‌کند که تونلی زیبا و دراز آنجا وجود دارد که انتهایش به یک در دیگر می‌رسد. پس جلو می‌رود و وقتی در دریچه دوم را باز می‌کند، اتاقی می‌بیند که بسیار شبیه اتاق خانه خودشان است و تابلویی مشکوک آنجا آویزان است. وانگهی صدای آواز می‌شنود و این صدا او را تا آشپز خانه ای که مانند آشپزخانه خانه خودشان است می‌کشاند. البته بسیار زیباتر. ولی زنی با پلیوری سفید و موهای مشکی آشپزی می‌کند که رویش به پشت است. اما وقتی که زن بر می‌گردد، این تازه آغازی برای ماجراهای خطرناک کورالین است.
پایان داستان در انیمیشن اندکی با نسخه اصلی تفاوت دارد. وقتی کورالاین موفق به فرار از دست مادر دیگر (بلدام) شد، دست بلدام در دنیای واقعی باقی ماند و تلاش به گرفتن کلید درب دنیای دیگر کرد. در کتاب، کورالاین به چاه محلی مراجعه کرد و با عنوان «عروسک بازی»، مادر دیگر را گول‌زد و کلید را بر روی پارچه ای بر روی چاه قرار داد. دست بلدام به سمت کلید حرکت کرد و درون چاه افتاد و کورالاین فوراً چاه را بست. اطلاعات زیادی در رابطه با چاه در داستان داده نشده، اما بنظر می‌رسد در مکانی در نزدیکی خانه کورالاین بوده است.
در نسخه انیمیشن، کورالاین دست بلدام و کلید را به کمک Wybie، شخصیتی اضافه در نسخه انیمیشن، به درون چاه می‌اندازد. این تئوری مطرح شده است که شاید چاه محلی، درب دیگری به دنیای دیگر باشد، اما این موضوع هیچگاه ثابت نشد و نیل گیمن، کتاب را ادامه نداد.

## صداپیشگان
| صداپیشه       | نقش           |
| ------------- | ------------- |
| داکوتا فانینگ | کورالاین جونز |
| تری هچر       | مادر کورالاین |
| جان هاجمن     | پدر کورالاین  |
| کیث دیوید     | گربه          |